# Ricky Minard
Pour les articles homonymes, voir Minard.
Ricky Minard, né le 11 septembre 1982, à Mansfield, dans l'Ohio, est un joueur de basket-ball américain. Il évolue aux postes d'arrière et d'ailier.

## Palmarès
- Champion d'Ukraine 2014
- EuroCoupe 2011
- Joueur de l'année de la conférence Ohio Valley